# Friends (banda)
Friends foi uma banda pop sueca formada em 1999 e constituída por  Stefan Brunzell, Tony Haglund, Kristian Hermanson, Nina Inhammar, Kim Kärnfalk e  Peter Strandberg. Eles foram juntos a partir de audições no reality show "Friends på turne" ( Amigos em Tour), apresentado por Bert Karlsson para TV4 . O show foi um sucesso e Friends competiu no Melodifestivalen 2000 , alcançando o segundo lugar. Eles ganharam o Melodifestivalen em 2001 com "Lyssna até hjärta ditt" e representou a Suécia no Festival Eurovisão da Canção 2001 com a versão em inglês  " Listen To Your Heartbeat "vestindo" roupas de couro sexy. Antes da performance da Eurovisão, a delegação sueca foi obrigado a pagar royalties aos autores da canção "Liefde is een kaartspel" , a canção que representara a Bélgica em 1996, sendo assim o primeiro caso de plágio na história da Eurovisão.
A banda dissolveu-se em 2002, com Inhammar Kärnfalk e formando seu próprio duo, Nina & Kim, que continuou até 2006, após o que Kärnfalk continuou como um artista solo..

## Discografia

### Álbuns
- Friends på turné (1999)
- Blickar som tänder (2000)
- Listen to Your Heartbeat (2001)
- Dance With Me (2002)
- Best of Friends (2003)

### Singles
- "Vi behöver varann" / "Hennes ögon"
- "Vad jag än säger dig" / "Friends"
- "Lyssna till ditt hjärta"